# Баев, Николай Иванович
Никола́й Ива́нович Ба́ев (род. 9 мая 1945, с. Васильевка, Перелюбский район, Саратовская область) — казахстанский государственный деятель.

## Образование
В 1969 году окончил Московский геологоразведочный институт, получив специальность «горный инженер».
В 1996 году окончил Казахский государственный национальный университет им. аль-Фараби (КазГУ), получив специальность «юрист».

## Трудовая деятельность
- Помощник комбайнера совхоза в Уральской области, сезонно, (1958—1962)
- Токарь Уральского механического завода (1963—1964);
- Мастер, заместитель Начальника, начальник участка, старший инженер, главный инженер, начальник карьера, директор рудника Прикаспийского горно-металлургического комбината (1972—1988);
- Первый секретарь Шевченковского горкома партии (1988—1991);
- Секретарь Мангистауского обкома партии (1990—1991)
- Председатель Актауского горисполкома (1991—1992);
- Глава Актауской городской Администрации (1992—1994);
- Депутат Верховного совета РК (13 го созыва)(1994—1995);
- Заместитель председателя Комитета по оборонной промышленности при Кабинете Министров Республики Казахстан (03.1995-10.1995),
- Министр экологии и биоресурсов Республики Казахстан (10.1995-10.1997);
- Советник Премьер-Министра Республики Казахстан (11.1997-12.1997);
- Аким Мангистауской области (12.1997-02.1999);
- Советник генеральной дирекции СП ТОО «Казахтуркмунай» (с 06.1999);
- Управляющий по правовым вопросам и связям с Правительством РК СП ТОО «Казахтуркмунай» (с 03.2007 г. по н/в.).

## Награды
- Медаль «Ветеран труда»
- Медаль Астана
- Медаль «10 лет независимости Республики Казахстан»
- Медаль «20 лет независимости Республики Казахстан»